# رياض مزهر
 رياض مزهر  هو لاعب كرة قدم عراقي سابق كان يلعب في مركز لاعب وسط. لعب مع المنتخب العراقي في دورة الألعاب العربية 1999. ولعب مع العراق بين عامي 1999 و2002.